# Palmispa
Palmispa is een geslacht van kevers uit de familie bladkevers (Chrysomelidae).
De wetenschappelijke naam van het geslacht werd in 1960 gepubliceerd door Gressitt.

## Soorten
- Palmispa korthalsivora Gressitt, 1960
- Palmispa parallela Gressitt, 1960